# IEEE 802.1
IEEE 802.1 là một working group trong dự án IEEE 802 của IEEE Standards Association.
Nó liên quan với:
- Kiến trúc LAN/MAN 802
- internetworking giữa các mạng LAN, MAN, và wide area network (WAN) 802
- An ninh liên kết (Link Security) 802
- Network management tổng thể 802
- Các tầng protocol trên các tầng MAC & LLC

## Các tiêu chuẩn IEEE 802.1
| Tiêu chuẩn            | Mô tả | Trạng thái                        |
| --------------------- | --- | --------------------------------- |
| 802.1B                | |                                   |
| 802.1B-1992           | LAN/MAN Management | Đã rút lại vào năm 2004           |
| 802.1k-1993           | Discovery and Dynamic Control of Event Forwarding (Amendment to 802.1B-1992)                                                     | Đã rút lại vào năm 2004           |
| 802.1D                | |                                   |
| 802.1D-1990           | MAC Bridges | Bị thay thế bởi 802.1D-1998       |
| 802.1i-1995           | FDDI bridging (see ANSI X3T9.5)                                                                                                  | Bị thay thế                       |
| 802.1j-1996           | Managed objects for MAC Bridges                                                                                                  | Bị thay thế bởi 802.1D-1998       |
| P802.1p               | Traffic Class Expediting and Dynamic Multicast Filtering                                                                         | Đã được sáp nhập vào 802.1D-1998  |
| 802.1D-1998           | MAC Bridges (rollup of 802.1D-1990, 802.1j, 802.6k, P802.12e and P802.1p)                                                        | Bị thay thế bởi 802.1D-2004       |
| P802.1r               | GARP Proprietary Attribute Registration Protocol (GPRP)                                                                          | Đã rút lại                        |
| 802.1t-2001           | Technical and Editorial corrections for 802.1D-1998                                                                              | Đã được tích hợp vào 802.1D-2004  |
| 802.1w-2001           | Rapid Reconfiguration of Spanning Tree                                                                                           | Đã được tích hợp vào 802.1D-2004  |
| P802.1y               | Maintenance to 802.1D-1998 | Đã được sáp nhập vào 802.1D-2004  |
| 802.1D-2004           | MAC Bridges (rollup of 802.1D-1998, 802.1t, 802.1w, P802.1y, and 802.11c)                                                        | Đã được tích hợp vào 802.1Q-2014  |
| 802.1E                | |                                   |
| 802.1E-1990           | System Load Protocol | Đã rút lại vào năm 2004           |
| 802.1m-1993           | Managed objects for System Load Protocol (Amendment to 802.1E-1990)                                                              | Đã rút lại vào năm 2004           |
| 802.1F                | |                                   |
| 802.1F-1993           | Common Definitions and Procedures for IEEE 802 Management Information                                                            | Đã rút lại vào năm 2009           |
| 802.1G                | |                                   |
| 802.1G-1996           | Remote MAC Bridging | Đã rút lại vào năm 2009           |
| 802.1H                | |                                   |
| 802.1H-1995           | Ethernet MAC Bridging | Đã rút lại vào năm 2011           |
| 802.1Q                | |                                   |
| 802.1Q-1998           | Virtual LANs | Đã được tích hợp vào 802.1Q-2005  |
| 802.1s-2002           | Multiple Spanning Trees | Đã được tích hợp vào 802.1Q-2005  |
| 802.1u-2001           | Technical and Editorial corrections for 802.1Q-1998                                                                              | Đã được tích hợp vào 802.1Q-2005  |
| 802.1v-2001           | VLAN Classification by Protocol and Port                                                                                         | Đã được tích hợp vào 802.1Q-2005  |
| P802.1z               | Maintenance to 802.1Q-1998 | Đã được sáp nhập vào 802.1Q-2005  |
| 802.1Q-2005           | VLAN Bridges (Rollup of 802.1Q-1998, 802.1s, 802.1u and 802.1v and P802.1z)                                                      | Đã được tích hợp vào 802.1Q-2011  |
| 802.1ad-2005          | Provider Bridging | Đã được tích hợp vào 802.1Q-2011  |
| 802.1ag-2007          | Connectivity Fault Management | Đã được tích hợp vào 802.1Q-2011  |
| 802.1ah-2008          | Provider Backbone Bridge (PBB)                                                                                                   | Đã được tích hợp vào 802.1Q-2011  |
| 802.1aj-2009          | Two Port MAC Relay (TPMR) | Đã được tích hợp vào 802.1Q-2011  |
| 802.1ak-2007          | Replace GARP with Multiple Registration Protocol (MRP), MVRP and MMRP.                                                           | Đã được tích hợp vào 802.1Q-2011  |
| 802.1Q-2005/Cor1-2008 | Technical corrections for Multiple Registration Protocol                                                                         | Đã được tích hợp vào 802.1Q-2011  |
| 802.1ap-2008          | Management Information Base (MIB) definitions for VLAN Bridges                                                                   | Đã được tích hợp vào 802.1Q-2011  |
| 802.1aq-2012          | Shortest Path Bridging (SPB) | Đã được tích hợp vào 802.1Q-2014  |
| 802.1Qat-2010         | Stream Reservation Protocol (SRP)                                                                                                | Đã được tích hợp vào 802.1Q-2011  |
| 802.1Qau-2010         | Congestion Management | Đã được tích hợp vào 802.1Q-2011  |
| 802.1Qav-2009         | Forwarding and Queuing Enhancements for Time-sensitive Streams                                                                   | Đã được tích hợp vào 802.1Q-2011  |
| 802.1Qaw-2009         | Management of Data-Driven and Data-Dependent Connectivity Faults                                                                 | Đã được tích hợp vào 802.1Q-2011  |
| 802.1Qay-2009         | Provider Backbone Bridge Traffic Engineering (PBB-TE)                                                                            | Đã được tích hợp vào 802.1Q-2011  |
| 802.1Q-2011           | VLAN Bridges (Rollup of 802.1Q-2005+Cor-1 and 802.1ad/ag/ah/aj/ak/ap/Qat/Qav/Qaw/Qay/Qau)                                        | Đã được tích hợp vào 802.1Q-2014  |
| 802.1Qaz-2011         | Enhanced Transmission Selection for Bandwidth Sharing Between Traffic Classes                                                    | Đã được tích hợp vào 802.1Q-2014  |
| 802.1Qbb-2011         | Priority-based Flow Control | Đã được tích hợp vào 802.1Q-2014  |
| 802.1Qbc-2011         | Provider Bridging — Remote Customer Service Interface                                                                            | Đã được tích hợp vào 802.1Q-2014  |
| 802.1Qbe-2011         | Multiple Backbone Service Instance Identifier (I-SID) Registration Protocol (MIRP)                                               | Đã được tích hợp vào 802.1Q-2014  |
| 802.1Qbf-2011         | PBB-TE Infrastructure Segment Protection                                                                                         | Đã được tích hợp vào 802.1Q-2014  |
| 802.1Qbg-2012         | Edge Virtual Bridging | Đã được tích hợp vào 802.1Q-2014  |
| 802.1Q-2011/Cor2      | Minor technical and editorial fixes to 802.1Q-2011                                                                               | Đã được tích hợp vào 802.1Q-2014  |
| P802.1Qbh             | Bridge port Extension / VN-Tag                                                                                                   | Đã được sáp nhập vào 802.1BR      |
| 802.1Qbp-2014         | Equal Cost Multiple Paths for (Shortest Path Bridging)                                                                           | Đã được tích hợp vào 802.1Q-2014  |
| 802.1Qbu              | Frame Preemption | đang tiến hành                    |
| 802.1Qbv              | Enhancements for Scheduled Traffic                                                                                               | Hiện tại                          |
| 802.1Qbz              | Enhancements to Bridging of 802.11 Media                                                                                         | đang tiến hành                    |
| 802.1Qca              | Path Control and Reservation | Hiện tại                          |
| 802.1Qcc              | Stream Reservation Protocol (SRP) Enhancements and Performance Improvements                                                      | đang tiến hành                    |
| 802.1Qch              | Cyclic Queuing and Forwarding | đang tiến hành                    |
| 802.1Qcr              | Asynchronous Traffic Shaping | đang tiến hành                    |
| 802.1Q-2014           | Bridged Networks (Rollup of 802.1Q-2011+Cor2 and 802.1Qbe/Qbc/Qbb/Qaz/Qbf/Qbg/aq) & functionality previously specified in 802.1D | Hiện tại                          |
| 802.1X                | |                                   |
| 802.1X-2001           | Port Based Network Access Control                                                                                                | Đã được tích hợp vào 802.1X-2004  |
| P802.1aa              | Maintenance to 802.1X-2001 | Đã được sáp nhập vào 802.1X-2004  |
| 802.1X-2004           | Port Based Network Access Control (Rollup of 802.1X-2001 and P802.1aa)                                                           | Đã được tích hợp vào 802.1Q-2005  |
| P802.1af              | Media Access Control (MAC) Key Security                                                                                          | Đã được sáp nhập vào 802.1X-2010  |
| 802.1X-2010           | Port Based Network Access Control (revision of 802.1X-2004, including P802.1af)                                                  | Hiện tại                          |
| 802.1Xbx              | MAC Security Key Agreement protocol (MKA) extensions                                                                             | Hiện tại                          |
| 802.1AB               | |                                   |
| 802.1AB-2005          | Station and Media Access Control Connectivity Discovery (LLDP)                                                                   | Đã được tích hợp vào 802.1AB-2009 |
| 802.1AB-2009          | Station and Media Access Control Connectivity Discovery (LLDP) (revision to 802.1AB-2005)                                        | Đã được thay thế bởi 802.1AB-2016 |
| 802.1AB-2016          | Station and Media Access Control Connectivity Discovery (LLDP)                                                                   | Hiện tại                          |
| 802.1AC               | |                                   |
| 802.1AC               | Media Access Control (MAC) Services Definition (from 802.1D and 802.1Q)                                                          | Hiện tại                          |
| 802.1AE               | |                                   |
| 802.1AE-2006          | MAC Security | Hiện tại                          |
| 802.1AEbn             | Galois Counter Mode-Advanced Encryption Standard-256 (GCM-AES-256) Cipher Suite                                                  | Hiện tại                          |
| 802.1AEbw             | Extended Packet Numbering | đang tiến hành                    |
| 802.1AR               | |                                   |
| 802.1AR-2009          | Secure Device Identity (DevID)                                                                                                   | Hiện tại                          |
| 802.1AS               | |                                   |
| 802.1AS-2011          | Timing and Synchronization for Time-Sensitive Applications in Bridged Local Area Networks.                                       | Hiện tại                          |
| 802.1AS-2011/Cor1     | Technical and editorial corrections                                                                                              | đang tiến hành                    |
| 802.1ASbt             | Enhancements and performance improvements                                                                                        | đang tiến hành                    |
| 802.1AX               | |                                   |
| 802.1AX-2008          | Link Aggregation (Initially created as 802.3ad-2000)                                                                             | Đã được tích hợp vào 802.1AX-2014 |
| 802.1AXbk             | Add support for Provider Bridged Networks and two-port MAC relays to Link Aggregation                                            | Đã được tích hợp vào 802.1AX-2014 |
| 802.1AXbq             | Distributed Resilient Network Interconnect                                                                                       | Đã được tích hợp vào 802.1AX-2014 |
| 802.1AX-2014          | Rollup of 802.1AX, AXbk and AXbq amendments.                                                                                     | Hiện tại                          |
| 802.1BA               | |                                   |
| 802.1BA-2011          | Audio Video Bridging (AVB) Systems                                                                                               | Hiện tại                          |
| 802.1BR               | |                                   |
| 802.1BR-2012          | Bridge Port Extension VN-Tag(incorporates work from P802.1Qbh)                                                                   | Hiện tại                          |
| 802.1CB               | |                                   |
| 802.1CB               | Frame Replication and Elimination for Reliability                                                                                | đang tiến hành                    |